# Joey Walker
Pour les articles homonymes, voir Walker.
Joey Walker, né le 15 septembre 1997 à Sheffield, est un coureur cycliste britannique.

## Biographie
Joey Walker est issu d'une famille de cyclistes. Son père Chris (en), professionnel durant les années 80 et 90, ainsi que sa mère Lynne, ont été coureurs cyclistes par le passé. Sa sœur Jessie (en) pratique également le cyclisme en compétition.
Lors de l'année 2015, il obtient son premier titre majeur sur piste en devenant champion d'Europe de la course aux points juniors. Il gagne également une étape contre-la-montre du Tour du Pays de Galles juniors, qu'il termine à la troisième du classement général. En septembre, il participe championnats du monde sur route de Richmond, où il se classe dix-neuvième de la course en ligne juniors.
En 2017, il rejoint l'équipe continentale britannique Wiggins. Deux années plus tard, il devient champion de Grande-Bretagne du critérium, sous les couleurs de la formation Madison Genesis. 

## Palmarès sur route

### Par année
- 2015
  - 1re étape du Tour du Pays de Galles juniors
  - 2e de l'Isle of Man Junior Tour
  - 3e du Tour du Pays de Galles juniors
- 2017
  - 3e du championnat du Yorkshire sur route
- 2018
  - Sheffield Grand Prix
  - Colne Grand Prix
  - 2e du Jock Wadley Memorial
  - 2e du National Circuit Series
- 2019
  -  Champion de Grande-Bretagne du critérium
  - 4e épreuve des Tour Series (en)

### Classements mondiaux
| Année                                 | 2017  | 2018  |
| ------------------------------------- | ----- | ----- |
| Classement mondial                    | 1860e | 2524e |
| UCI Europe Tour                       | 1199e | 1695e |
|                                       |       |       |
| Légende : nc = non classéSource : UCI |       |       |

## Palmarès sur piste

### Championnats d'Europe
- Athènes 2015
  -  Champion d'Europe de la course aux points juniors